# Arroyo del Moro
Noreña es un barrio de la ciudad de Córdoba (España), perteneciente al distrito Noroeste. Está situado en zona centro-este del distrito. Limita al norte con la zona de Crotijo del Cura y el barrio de Arruzafilla; al este, con el barrio de Las Margaritas; al sur, con los barrios de Cercadilla-Medina Azahara y Olivos Borrachos; y al oeste, con los barrios de Huerta de Santa Isabel y Parque Figueroa.

## Lugares de interés
- Jardines del Arroyo del Moro
- Jardines de Noreña
- Jardín de la Huerta del Sordillo
- Iglesia de Santa Rafaela María